# Nebraska (album)
Nebraska je šesti album Brucea Springsteena, objavljen 1982. Album je naišao na odlične kritike, ali ne i na veliko zanimanje publike.

## Povijest
Springsteen je isprva snimio demosnimke za album u svojem domu na kazetofonu. Snimke su bile siromašne, uz korištenje akustične gitare, električne gitare (na "Open All Night"), harmonike i Springsteenova glasa.
Springsteen je zatim snimio album u studiju s E Street Bandom. No, on i producenti i tehničari koji su radili s njim mislili su kako u snimkama s bendom nedostaje sirovog, mučnog folka koji je bio prisutan na kazetama pa su odlučili izdati demosnimke kao konačni album. Nastale su komplikacije s masteringom kazeta zbog niskog tona snimanja. No, problem je otklonjen tehnikama otklanjanja buke.
Springsteenovi obožavatelji dugo su špekulirali hoće li ikad izaći snimka albuma s bendom nazvana Electric Nebraska (u intervjuu iz 2006., menadžer Jon Landau je rekao kako je to bilo nerealno te da je "izašla prava verzija Nebraske"). Nešto drukčije verzije ovih pjesama s bendom mogle su se čuti na turneji Born in the U.S.A. 1984. i 1985.

## Pjesme i spot
Album počinje s "Nebraskom", pričom u prvom licu od strane serijskog ubojice (djelomično temeljenoj na filmu Badlands Terrencea Malicka iz 1973., koji je s druge strane bio temeljen na stvarnim ubojstvima iz 1957. koje je počinio Charles Starkweather i njegova četrnaestogododišnje djevojke, Caril Ann Fugate), a završava s "Reason to Believe", kompleksnom pričom koja naslovnu frazu preokreće u sarkazam. Ostatak pjesama također je u blijedom tonu, uključujući mračnu "State Trooper" nastalu pod utjecajem "Frankie Teardrop" grupe Suicide.
Spot je produciran za pjesmu "Atlantic City"; u njemu su prikazani ogoljeni, crno-bijeli prizori grada koji još nije bio prošao svoju posljednju transformaciju. "Atlantic City" objavljen je kao singl u Ujedinjenom Kraljevstvu, ali ne i u Sjedinjenim Državama.
Ikona country glazbe Johnny Cash je na svom albumu Johnny 99 iz 1983. obradio dvije Springsteenove pjesme s Nebraske: "Johnny 99" i "Highway Patrolman".

## Kritike
Nebraska se 1989. našla na 43. mjestu liste 100 najboljih albuma osamdesetih časopisa Rolling Stone. 2003. je uvršten na 224. mjesto 500 najvećih albuma svih vremena po izboru istog časopisa. Pitchfork Media navela ga je kao 60. najveći album osamdesetih.

## Popis pjesama
Tekstovi i glazba: Bruce Springsteen. 
| 1.    | »Nebraska«            | 4:32 |
| 2.    | »Atlantic City«       | 4:00 |
| 3.    | »Mansion on the Hill« | 4:08 |
| 4.    | »Johnny 99«           | 3:44 |
| 5.    | »Highway Patrolman«   | 5:40 |
| 6.    | »State Trooper«       | 3:17 |
| 7.    | »Used Cars«           | 3:11 |
| 8.    | »Open All Night«      | 2:58 |
| 9.    | »My Father's House«   | 5:07 |
| 10.   | »Reason to Believe«   | 4:11 |
| 40:50 |                       |      |

## Popis izvođača
- Bruce Springsteen – vokali, akustična gitara, električna gitara, harmonika, mandolina

### Produkcija
- Mike Batlin – tehničar
- David Michael Kennedy– fotograf
- Dennis King – mastering
- Andrea Klein – dizajn

## Interpretacija albuma
Pjesme s Nebraske su klasični Springsteen jer govore o običnim ljudima nekvalificiranim radnicima koji se suočavaju s izazovom ili prekretnicom u svojim životima. Neki likovi na Nebraski prelaze granicu dopuštenog kao u pjesmi "Highway Patrolman" - iako protagonist radi za zakon, dopušta bratu da pobjegne nakon što je ubio nekoga. To je postao temelj za film Seana Penna Zla krv. Slično tome, u pjesmi "Nebraska", likovi su temeljeni na filmu Terrencea Malicka Badlands (1973.), koji je sam djelomično temeljen na stvarnim serijskim ubojstvima Charlesa Starkweathera i njegove četrnaestogodišnje djevojke, Caril Ann Fugate, 1957. Zbog tih tema na Nebraski, na albumu je vrlo malo skladnosti ili spašenja koji se mogu vidjeti na drugim albumima. Može se reći kako je bljedoća albuma bila razlog slabe prodaje i odličnih kritika.

## Vanjske poveznice
- Tekstovi s albuma i audio isječci  Arhivirana inačica izvorne stranice od 2. veljače 2004. (Wayback Machine)